# Lastsäkring

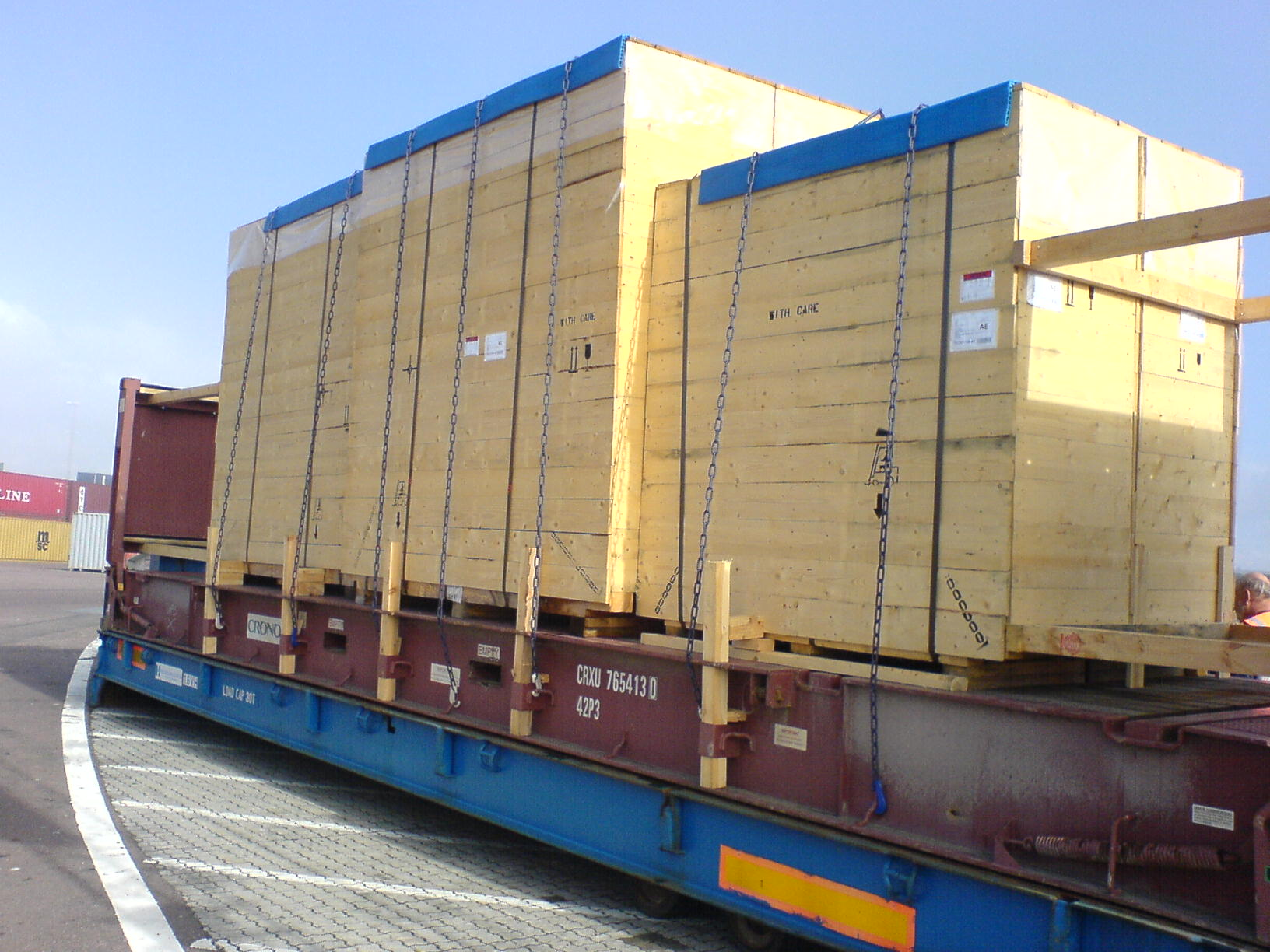
Exempel på en väl lastsäkrad maskindel.

Lastsäkring eller säkring av last är ett sammanfattande begrepp för de olika åtgärder som genomförs för att last inte ska förskjutas, glida eller välta under transport.  
Brister i lastsäkringen kan medföra risker för fartyget, fordonet eller flygplanet liksom risker för medtrafikanter och skador på godset.
Gods skall förhindras att glida och tippa framåt, bakåt och i sidled med hjälp av någon eller flera av nedanstående metoder, kombinerade på lämpligt sätt. Låga föremål som placeras på en yta med hög friktion är under vissa förutsättningar tillräckligt säkrade genom föremålets egen vikt.

## Olika sätt att lastsäkra

### Förstängning
Förstängning innebär att godset stuvas mot lastbärarens fasta konstruktionsdetaljer. Reglar, kilar, strövirke, luftkuddar och annan utrustning som stödjer direkt eller indirekt mot fasta konstruktionsdetaljer är också förstängning. Förstängning är främst en metod för att förhindra godset från att glida men om förstängningen når tillräckligt högt upp förhindras även godset att tippa. Förstängning skall användas när så är möjligt.

### Överfallssurrning
Används för att förhindra glidning och tippning i såväl sidled som längdled.

### Loopsurrning
Loopsurrningar satta i par kan förhindra att godset glider respektive tippar i sidled. Minst ett loopsurrningspar per lastsektion skall användas. När långt gods säkras med loopsurrningar måste minst två loopsurrningspar användas. Detta för att förhindra att godset vrider sig.

### Rak surrning
Används för att säkra godset för såväl glidning och tippning i både sidled och längdled. Om surrningen sätts i rät vinkel mot godset säkrar den bara mot glidning och tippning i en riktning.

### Grimma
En grimma används för att förhindra att godset glider och tippar, framåt och bakåt. Vinkeln mellan spännband och lastplan skall inte överstiga 45 grader och grimman kan utföras på flera sätt.

## Illustrationer

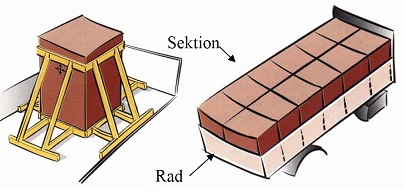
Förstängning
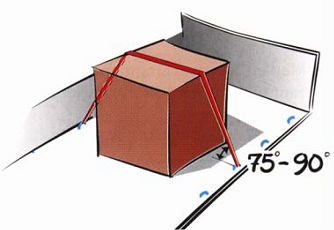
Överfallssurrning
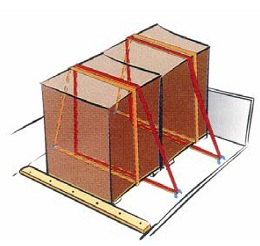
Loopsurrning
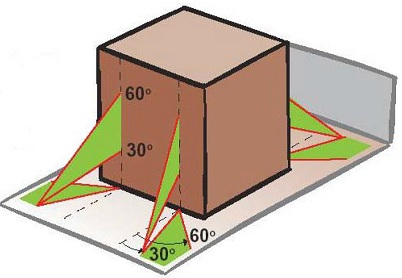
Rak surrning
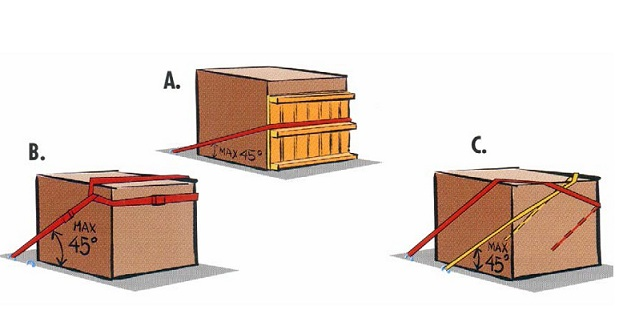
Grimma